# Aviation/Century (métro de Los Angeles)
Aviation/Century est une station de métro léger à Los Angeles, en Californie, aux États-Unis. Située près de l'intersection des boulevards Aviation et Century, dans le quartier de Westchester, cette station surélevée du métro de Los Angeles est desservie par la ligne C et la ligne K. L'ouverture a eu lieu le 3 novembre 2024.

## Histoire
La station a ouvert le 3 novembre 2024. La destruction d'un pont ferroviaire a été nécessaire afin de permettre sa construction.

## Art dans la station
La station intègre des œuvres de l'artiste Sherin Guirguis, qui y conçoit une murale de porcelaine inspirée de sa terre natale, l'Égypte, ainsi que des couchers de soleil colorés de Los Angeles.